# 3426 Seki
3426 Seki је астероид главног астероидног појаса чија средња удаљеност од Сунца износи 2,619 астрономских јединица (АЈ).
Апсолутна магнитуда астероида је 12,5.